# تشارلز جيرتس
تشارلز جيرتس مواليد 29 أكتوبر 1930 في أنتويرب - الوفاة 31 يناير 2015، كان لاعب كرة قدم بلجيكي كان يلعب في مركز الوسط. سبق له أن لعب في كأس العالم لكرة القدم مع منتخب بلاده وذلك في مونديال عام 1954.

## المسيرة الاحترافية

### أندية لعب لها
- بيرتشوت

## روابط خارجية
- تشارلز جيرتس على موقع الاتحاد الدولي (مؤرشف)  (الإنجليزية)
- تشارلز جيرتس على موقع الاتحاد البلجيكي (الإنجليزية)
- تشارلز جيرتس على موقع قاعدة بيانات كرة القدم.إي يو (الإنجليزية)
- تشارلز جيرتس على موقع ناشيونال فوتبول تيمز (الإنجليزية)
- تشارلز جيرتس على موقع Soccerway.com (الإنجليزية)
- تشارلز جيرتس على موقع عالم كرة القدم.نت (الإنجليزية)